# Amato Lusitano

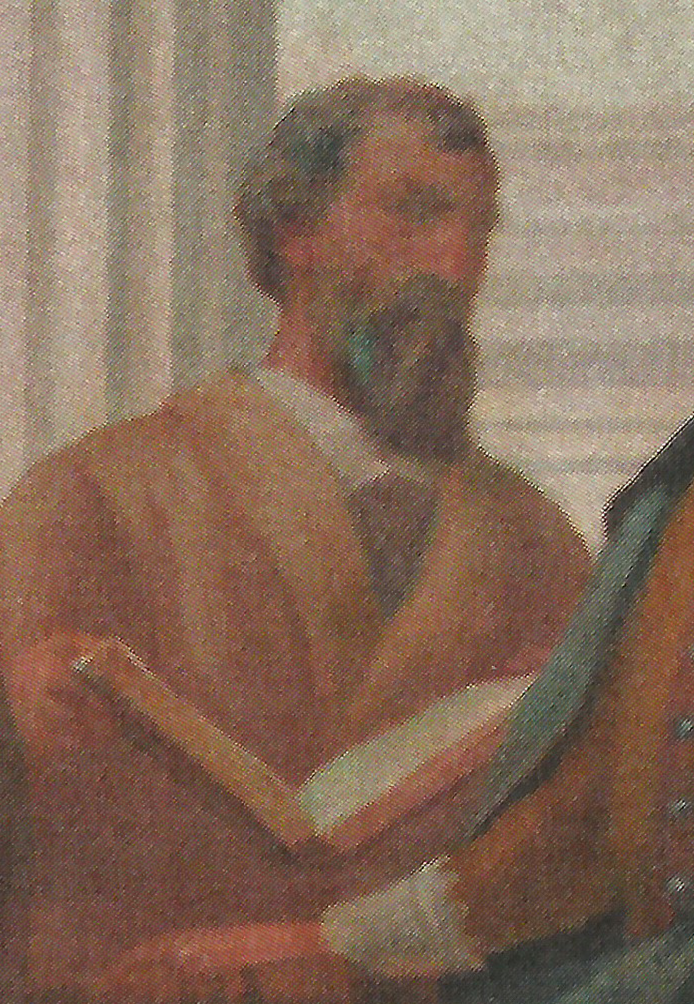
Amato Lusitano

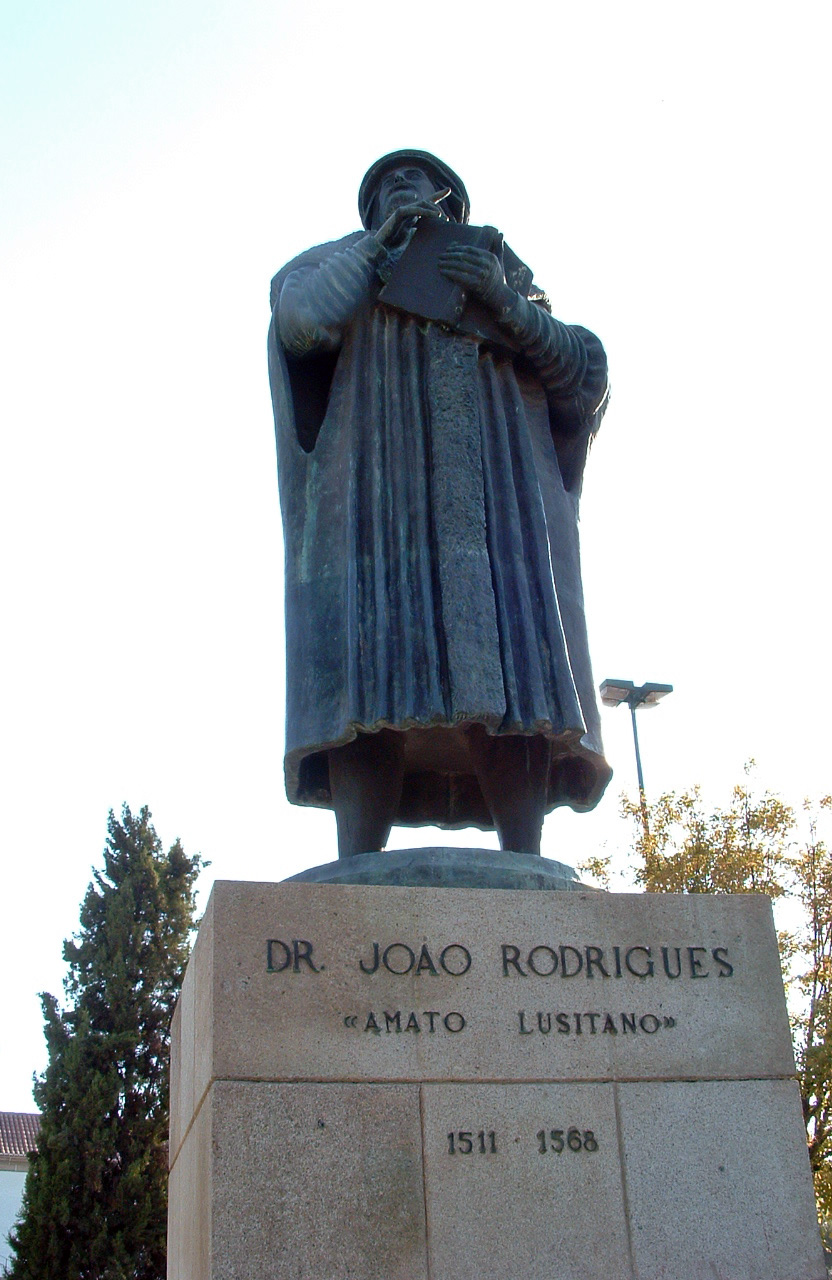
Denkmal für Amato Lusitano in seiner Geburtsstadt Castelo Branco.

Amato Lusitano (latinisiert Amatus Lusitanus), eigentlich João Rodrigues de Castelo Branco, auch Juan Rodrigo de Castel(o)-Branco (* 1511 in Castelo Branco; † 1568 in Thessaloniki), war ein portugiesischer Arzt und Botaniker. Er gilt als einer der Entdecker des Blutkreislaufes.

## Leben
Amato Lusitano wurde 1511 in einer marranischen (zum Christentum zwangskonvertierten jüdischen) Familie in Castelo Branco (Portugal) geboren. In Spanien studierte er Medizin an der Universität Salamanca, wo er 1530 sein Studium mit dem Doktorgrad abschloss. Kurze Zeit arbeitete er als Arzt in Spanien. Nach seiner Rückkehr nach Portugal praktizierte er vorerst in Lissabon. Als sich im Zuge der Marranenvefolgung auch die Situation der marranischen Ärzte zusehends verschlechterte, floh er 1533 nach Antwerpen. Drei Jahre später veröffentlichte er unter seinem christlichen Namen Johannus Rodericus den medizinal-botanischen Index Dioscorides.
Nach Aufenthalten in den Niederlanden und Frankreich wurde Amatus 1540 von Ercole II. d’Este als Professor für Anatomie an die Universität Ferrara berufen, wo er sich auch als Assistent des bekannten Anatomen Giovanni Battista Canano (1515–1579) betätigte und mit diesem die Klappen der Vena azygos entdeckte.
1547 verließ er Ferrara Richtung Ancona, um dem Ruf als Stadtarzt von Ragusa (heute Dubrovnik) zu folgen. In Ancona wurde er aufgehalten, um die Schwester von Papst Julius III. medizinisch zu versorgen. Einige Male musste er auch Krankheiten des Papstes behandeln.
Nach der Wahl von Paul IV. zum Papst (1555) verschlechterte sich die Situation der Marranen von Ancona. Amato floh nach Pesaro und nahm 1556 für zwei Jahre seine Stelle in Ragusa wahr. 1558 zog er weiter nach Thessaloniki, wo er sich offen zum Judentum bekennen konnte. Hier starb er 1568 an der Pest.

## Werke
- Amati Lusitani curationum medicinalium centuriae I-VII
- Amati Lusitani, medici physici praestantissimi, Curationum medicinalium
- In Dioscoridis De medica materia libros quinque enarrationes Amati Lusitani